# Gerhard Siedl
Gerhard Leopold Karl Siedl (22 de març de 1929 - 9 de maig de 1998) va ser un futbolista alemany que va jugar a futbol internacional tant a les seleccions nacionals del Saar com a la de l'Alemanya Occidental. El 1953, va marcar el gol de la victòria a Oslo contra Noruega en les eliminatòries per a la Copa del Món de la FIFA de 1954. El partit va ser l'única victòria del Sarre en la seva breu història.
Durant la seva carrera en el club va jugar al FC Bayern de Múnic (1945–1948, 1951–1953, 1957–1960), al Borussia Neunkirchen (1948–1949), 1. FC Saarbrücken, Karlsruher SC, FC Basel, AZ Alkmaar, SV Austria Salzburg i FC Dornbirn 1913. Amb el Bayern va guanyar la DFB-Pokal de 1957.